# Microxydia orsitaria
Microxydia orsitaria är en fjärilsart som beskrevs av Achille Guenée 1858. Microxydia orsitaria ingår i släktet Microxydia och familjen mätare. Inga underarter finns listade i Catalogue of Life.